# Gare de Vitré
La gare de Vitré est une gare ferroviaire française de la ligne de Paris-Montparnasse à Brest, située sur le territoire de la commune de Vitré, dans le département d'Ille-et-Vilaine, en région Bretagne. Il s'agit d'une des trois gares bretonnes, avec celle de Dinan et celle de Brélidy - Plouëc, à être inscrite à l'inventaire des monuments historiques.
C'est une gare de la Société nationale des chemins de fer français (SNCF), desservie par des TGV et par des trains express régionaux du réseau TER Bretagne.

## Situation ferroviaire
Établie à 90 m d'altitude, la gare de Vitré est située au point kilométrique (PK) 335,886 de la ligne de Paris-Montparnasse à Brest, entre les gares de Saint-Pierre-la-Cour et des Lacs. Ancien nœud ferroviaire, elle est l'origine de la ligne de Vitré à Pontorson et l'aboutissement de la ligne de Martigné-Ferchaud à Vitré, toutes deux fermées au service des voyageurs.

## Chronologie
- 1er mai 1857 : ouverture de la section Laval – Rennes de la ligne Paris-Montparnasse – Brest.
- 1er octobre 1867 : ouverture de la section Vitré – Fougères de la ligne Vitré – Pontorson.
- 1er juillet 1965 : électrification en 50 kV – 50 Hz de la section Laval – Rennes de la ligne Paris-Montparnasse – Brest.
- 29 octobre 1975 : inscription au titre des monuments historiques.
- 2009 et 2010 : restauration.

## Histoire
Elle fait l’objet d’une inscription au titre des monuments historiques depuis le 29 octobre 1975.

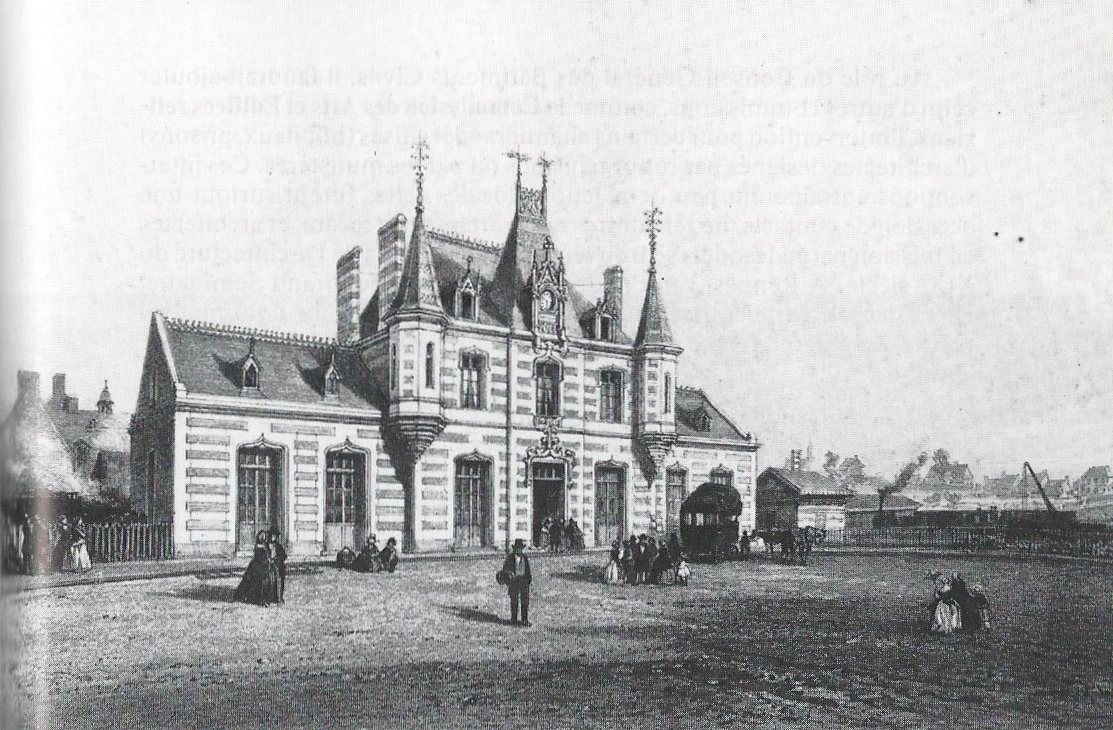
La gare et son parvis dans la seconde moitié du XIX.

### Origine
Les travaux de construction commencent en 1855 et s'achèvent en 1857. Victor Lenoir est l'architecte de la gare de Vitré mais aussi de l'ancienne gare Montparnasse à Paris. L'installation de la gare à proximité immédiate du centre historique a eu pour conséquence la destruction des remparts sud et une haussmannisation des quartiers intra-muros par l'ouverture de voies orientées nord / sud (rue Garengeot, rue Bertrand d'Argentré, rue Duguesclin). Un faubourg médiéval datant du Moyen Âge a disparu. Il occupait l'actuel parking nord de la gare et allait jusqu'à l'église Sainte-Croix. La rue de la Fontaine desservait ce quartier ainsi qu'une salle de jeu de paume.

### Un nœud ferroviaire
Vitré était aussi un nœud ferroviaire, puisqu’une première voie fut ouverte le 15 avril 1857 sur la ligne Paris-Montparnasse – Brest. Puis, une seconde voie en direction de Fougères sera ouverte au public en 1867 ; un viaduc enjambant la vallée de la Vilaine fut construit à l'ouest de la ville. Cette ligne permettait d'aller jusqu'au Mont Saint-Michel, via Fougères et Pontorson. Enfin en 1874, une troisième ligne allait à Martigné-Ferchaud par La Guerche-de-Bretagne.
La construction de la gare s’est effectuée en 1855 sous forme d’un petit castel néo-gothique en plein centre-ville, juste au sud de la ville close. Son architecture atypique ne ressemble en rien aux modèles standards (son style ne se retrouve qu'à la gare de Sées). Elle alterne le tuffeau et la brique, flanquée de deux échauguettes et coiffée d'une toiture en ardoise. La gare, inscrite au titre des monuments historiques en 1975, rappelle le passé médiéval de la cité de Vitré. Les façades sont restaurées en 2009 et 2010.

### Les fermetures de lignes
La section Vitré – Fougères de la ligne Vitré – Pontorson a fermé le 5 mars 1972. La raison en est le trop faible nombre de voyageurs, qui ne dépassaient pas une quinzaine par jour. Malgré l'intervention des élus et des syndicats, la SNCF a mis en place un service de cars. Le trafic de marchandises va perdurer une dizaine d'années avant de disparaître.
Aujourd'hui, la gare de Fougères a complètement disparu et un centre commercial a pris sa place. Néanmoins, une petite partie de cette ligne est utilisée pour le transport de marchandises entre l'usine d'alimentation pour bétail, située au lieu-dit « Gérard » à Montreuil-sous-Pérouse, et la gare de Vitré.
La section Vitré – La Guerche-de-Bretagne de la ligne Martigné-Ferchaud – Vitré a été fermée la même année. La voie de chemin de fer a été transformée en piste de randonnée dans les années 1990.
Ces dernières années, le nombre d'usagers du train a fortement augmenté pour devenir le plus important de Bretagne. Avec 735 000 voyages en 2008, l’axe Rennes – Vitré est le plus emprunté sur l’ensemble des liaisons origine-destination existant entre ces deux villes et les gares intermédiaires. Les migrations pendulaires en sont le principal usage et la gare dispose de bornes, pour la validation des titres de transport sur les cartes à puce KorriGo.
Mais au début du XXIe siècle, avec le développement durable et les déplacements collectifs non polluants, la question du retour du rail sur la ligne Vitré – Fougères est de nouveau à l'ordre du jour par certains élus locaux.

## Service des voyageurs

### Accueil
Gare de la SNCF, elle dispose d'un bâtiment voyageurs avec guichet, ouvert tous les jours. Elle est équipée d'automates pour l'achat de titres de transport TER.

### Desserte
La gare est desservie par des TGV circulant entre Paris-Montparnasse et les gares bretonnes de Rennes et Saint-Malo, et par des trains régionaux des réseaux TER Bretagne et TER Pays de la Loire, circulant entre Rennes, Laval et Le Mans. Depuis la mise en service de la Virgule de Sablé, la gare est aussi reliée à Nantes, via Angers.

## Service des marchandises
Cette gare est ouverte au service du fret, limité aux transports par train en gare.

## Fréquentation
De 2015 à 2023, selon les estimations de la SNCF, la fréquentation annuelle de la gare s'élève aux nombres indiqués dans le tableau ci-dessous.
| Année                     | 2015    | 2016    | 2017    | 2018    | 2019    | 2020    | 2021    | 2022      | 2023      |
| ------------------------- | ------- | ------- | ------- | ------- | ------- | ------- | ------- | --------- | --------- |
| Voyageurs                 | 709 991 | 718 364 | 752 567 | 756 074 | 831 668 | 591 362 | 690 968 | 976 658   | 1 094 295 |
| Voyageurs + non voyageurs | 816 081 | 825 705 | 865 019 | 869 050 | 955 940 | 679 726 | 794 216 | 1 122 595 | 1 257 810 |

## Pôle d'échanges

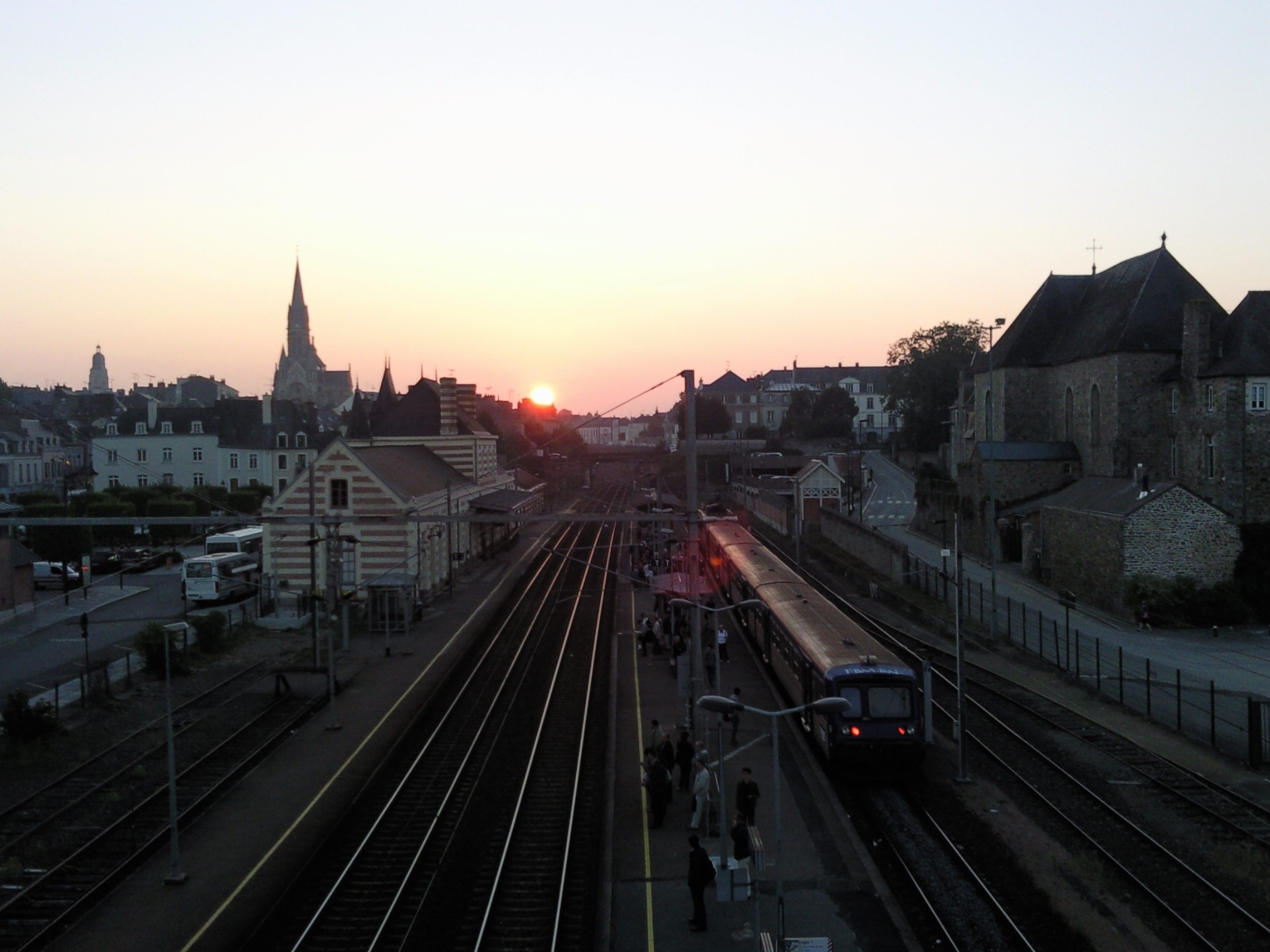
Les quais vus de la passerelle, entre le bâtiment voyageurs et le manoir de la Meriais.

La ville dispose d'un pôle d'échanges dans le secteur de la gare. Son emplacement en plein centre-ville est stratégique. Selon la SNCF, la fréquentation du trafic ferroviaire devrait être en augmentation de 8 % par an dans les années qui viennent.

### Équipements
Pour garantir un accès aux personnes à mobilité réduite (PMR) jusqu'aux quais, une passerelle est mise en service depuis mars 2014, disposant d'ascenseurs sur les parking Nord et Sud ainsi que sur le quai B - C. La gare bus, autrefois sur la place du Général-de-Gaulle, a été transférée à proximité de la passerelle située sur le parking SNCF Nord, proche de l'office du tourisme.
Le nœud de transport multimodal conjugue le bus et le train juste en face de la gare, sur la place du Général-de-Gaulle. Des équipements sont à disposition pour faciliter les mobilités comme un parking silo de 607 places gratuites durant 24 heures (accès par le centre culturel ou la rue Pierre Lemaître) ainsi qu'un parc vélos fermé. Ce parking voitures est relié directement à la passerelle au-dessus des voies pour accéder aux quai A (direction Laval, Le Mans, Paris) par l'escalier du parking Gare Nord, et les quais B (direction Rennes) et C (départ/terminus) par l'escalier central.

### Bureaux
Face au quai C, sur une emprise de la SNCF a été construit l'immeuble de bureaux « B-3000 » (3 000 m2 sur trois niveaux) où siégera la fonction support « Agromousquetaires » du groupe Intermarché en France.

## Culture populaire
En 1985, le clip de la chanson Brick du groupe de New Wave suédois Fake a été tourné dans la gare de Vitré, avec la locomotive 141 R 1199 garée à l’époque sur le site. 